# Neto Murara
Norberto Murara Neto, meglio noto come Neto Murara o solo Neto (Araxá, 19 luglio 1989), è un calciatore brasiliano, portiere del Botafogo.

## Biografia
Suo padre Norberto Antônio Murara, detto Betão, disputò una discreta carriera da portiere giocando, tra le altre, con Botafogo e Joinville. La famiglia ha lontane ascendenze trentine. 

## Carriera

### Club

#### Inizi
Neto si è formato nei settori giovanili di Atlético Paranaense e Cruzeiro. Debutta in prima squadra nel Campeonato Brasileiro Série A 2009, scendendo in campo da titolare contro il Grêmio Barueri il 16 agosto all'Arena da Baixada. Inizialmente chiuso dal titolare Galatto, scelto dal tecnico Antônio Lopes, gioca la seconda partita a distanza di tre mesi, disputando Atlético-Botafogo del 29 novembre.
A seguito il trasferimento di Galatto alla compagine spagnola del Málaga, avvenuto a luglio 2010, Neto diventa il titolare tra i pali dell'Atlético Paranaense, anche se già dal maggio dello stesso anno era regolarmente sceso in campo dall'inizio. Nel corso della Série A 2010 ricopre continuativamente il ruolo di prima scelta, disputando l'intero torneo.

#### Fiorentina
Il 5 gennaio 2011 passa alla Fiorentina; l'esborso effettuato dalla società gigliata è stato di tre milioni di euro. Esordisce con i viola il 24 novembre 2011 contro l'Empoli, in Coppa Italia. Il 29 aprile 2012 esordisce in Serie A in Atalanta-Fiorentina (2-0).
Complice la partenza di Viviano, nel 2013 diventa il portiere titolare della rosa. Il 22 agosto 2013 esordisce in Europa League contro il Grasshoppers. Dopo un primo avvio di stagione difficile – caratterizzato da diverse incertezze – diventa uno dei punti fermi della squadra.
Il 23 gennaio 2014 una rete subita da Giacomazzi interrompe il suo primato di imbattibilità in partite ufficiali con la maglia viola, che durava dal 12 dicembre 2013. Nel complesso – considerando anche i minuti di recupero – la sua porta è rimasta inviolata per 702'. Il 3 gennaio 2015 rifiuta il prolungamento di contratto, venendo inizialmente messo fuori rosa. Il 24 febbraio successivo, tuttavia, a causa dell'infortunio del titolare Tătărușanu e dell'indisponibilità di Rosati, non inserito in lista UEFA, viene reintegrato in squadra in occasione della sfida dei sedicesimi di finale di Europa League contro il Tottenham, disputando anche il resto del finale di stagione.

#### Juventus
Il 3 luglio 2015, da svincolato, si accorda con la Juventus. L'8 agosto vince la sua prima Supercoppa Italiana a Shanghai contro la Lazio (2-0), pur non giocando la gara da titolare. Esordisce con i bianconeri il 23 settembre 2015 contro il Frosinone (1-1 il finale). Viene nuovamente chiamato in causa il 16 dicembre 2015 negli ottavi di Coppa Italia contro il Torino, partita terminata 4-0 per la Juventus. Durante la stagione riveste il ruolo di portiere "di coppa", giocando tutti e 5 i match della competizione, poi vinta dalla Juventus il 21 maggio 2016 contro il Milan ai tempi supplementari (1-0). Si tratta del primo successo del brasiliano in questa competizione. Torna inoltre titolare in campionato nelle ultime due gare, contro Hellas Verona (sconfitta per 2-1) e Sampdoria (vittoria per 5-0). A fine stagione conquista anche il suo primo Scudetto, il quinto consecutivo per la compagine bianconera.
Nella stagione seguente viene confermato nel ruolo di vice-Buffon, facendo il suo esordio stagionale il 21 settembre nella partita vinta per 4-0 in casa contro il Cagliari. Il 7 dicembre effettua invece il suo debutto assoluto in Champions League, giocando da titolare la sfida casalinga contro la Dinamo Zagabria (2-0 per i bianconeri). Il 17 maggio 2017 vince la sua seconda Coppa Italia consecutiva (la terza per il club bianconero) in finale contro la Lazio (2-0); anche in questa stagione il brasiliano gioca da titolare tutti i match della competizione. Quattro giorni dopo conquista anche il suo secondo Scudetto consecutivo (il sesto per la compagine torinese, un record per il calcio italiano) con una giornata d'anticipo, grazie alla vittoria casalinga contro il Crotone. Il 3 giugno partecipa alla sua prima finale di Champions League (senza tuttavia scendere in campo), persa dalla Juventus contro il Real Madrid (1-4).

#### Valencia
Il 7 luglio 2017 passa a titolo definitivo al Valencia; sul contratto viene fissata una clausola rescissoria di 80 milioni di euro. Esordisce con il club iberico il 18 agosto seguente, disputando la prima di campionato contro il Las Palmas. Il 19 settembre 2018 timbra la sua prima presenza in Champions League con il Valencia, proprio in occasione del match contro la Juventus, sua ex-squadra.

#### Barcellona
Il 27 giugno 2019 passa al Barcellona per 26 milioni di euro più 9 di bonus, nell'ambito di uno scambio che porta il collega olandese Jasper Cillessen al Valencia. Fa il suo debutto con i catalani il 10 dicembre 2019, in occasione del match di Champions League contro l'Inter, valido per la fase a gironi. Durante le tre stagioni in maglia blaugrana raccoglie poche presenze, rivestendo prevalentemente il ruolo di riserva del tedesco Marc-André ter Stegen.
Il 7 agosto 2022 rescinde il proprio contratto coi blaugrana.

#### Bournemouth e prestito all'Arsenal
Lo stesso giorno in cui ha rescisso il proprio contratto con il Barcellona firma un annuale con il Bournemouth.
Il 30 agosto 2024, viene ceduto in prestito annuale all'Arsenal.

#### Botafogo
L'8 agosto 2025 torna in Brasile, trasferendosi a titolo definitivo al Botafogo.

### Nazionale
Neto è stato convocato per la prima volta dal C.T. della nazionale brasiliana Mano Menezes nel settembre 2010. Con la nazionale olimpica brasiliana nel 2012, ha giocato il torneo olimpico vincendo la medaglia d'argento, dietro al Messico, perdendo 2-1 nella finale di Wembley.
Dopo essere stato convocato come secondo portiere dal C.T Carlos Dunga per la Copa América 2015, ritorna in nazionale nel 2018, venendo convocato per le amichevoli contro Russia e Germania. Esordisce finalmente il 12 settembre dello stesso anno, giocando da titolare la gara vinta per 5-0 contro El Salvador.

## Statistiche

### Presenze e reti subite nei club
Statistiche aggiornate all'8 agosto 2025.
| Stagione                   | Squadra                    | Campionato                 | Campionato | Campionato | Coppe nazionali | Coppe nazionali | Coppe nazionali | Coppe europee | Coppe europee | Coppe europee | Altre coppe | Altre coppe | Altre coppe | Totale | Totale |
| Stagione                   | Squadra                    | Comp                       | Pres       | Reti       | Comp            | Pres            | Reti            | Comp          | Pres          | Reti          | Comp        | Pres        | Reti        | Pres   | Reti   |
| -------------------------- | -------------------------- | -------------------------- | ---------- | ---------- | --------------- | --------------- | --------------- | ------------- | ------------- | ------------- | ----------- | ----------- | ----------- | ------ | ------ |
| 2009                       | Atlético Paranaense        | A                          | 2          | -3         | CB              | 0               | 0               | -             | -             | -             | -           | -           | -           | 2      | -3     |
| 2010                       | Atlético Paranaense        | A                          | 34         | -36        | CB              | 6               | -5              | -             | -             | -             | -           | -           | -           | 40     | -41    |
| Totale Atlético Paranaense | Totale Atlético Paranaense | Totale Atlético Paranaense | 36         | -39        |                 | 6               | -5              |               | -             | -             |             | -           | -           | 42     | -44    |
| gen.-giu. 2011             | Fiorentina                 | A                          | 0          | 0          | CI              | 0               | 0               | -             | -             | -             | -           | -           | -           | 0      | 0      |
| 2011-2012                  | Fiorentina                 | A                          | 2          | -2         | CI              | 2               | -4              | -             | -             | -             | -           | -           | -           | 4      | -6     |
| 2012-2013                  | Fiorentina                 | A                          | 6          | -9         | CI              | 4               | -1              | -             | -             | -             | -           | -           | -           | 10     | -10    |
| 2013-2014                  | Fiorentina                 | A                          | 35         | -38        | CI              | 5               | -6              | UEL           | 9             | -7            | -           | -           | -           | 49     | -51    |
| 2014-2015                  | Fiorentina                 | A                          | 29         | -35        | CI              | 2               | -4              | UEL           | 7             | -7            | -           | -           | -           | 38     | -46    |
| Totale Fiorentina          | Totale Fiorentina          | Totale Fiorentina          | 72         | -84        |                 | 13              | -15             |               | 16            | -14           |             | -           | -           | 101    | -113   |
| 2015-2016                  | Juventus                   | A                          | 3          | -3         | CI              | 5               | -3              | UCL           | -             | -             | SI          | -           | -           | 8      | -6     |
| 2016-2017                  | Juventus                   | A                          | 8          | -2         | CI              | 5               | -7              | UCL           | 1             | 0             | SI          | -           | -           | 14     | -9     |
| Totale Juventus            | Totale Juventus            | Totale Juventus            | 11         | -5         |                 | 10              | -10             |               | 1             | 0             |             | -           | -           | 22     | -15    |
| 2017-2018                  | Valencia                   | PD                         | 33         | -33        | CR              | 0               | 0               | -             | -             | -             | -           | -           | -           | 33     | -33    |
| 2018-2019                  | Valencia                   | PD                         | 34         | -34        | CR              | 0               | 0               | UCL+UEL       | 5+8           | -5 + -10      | -           | -           | -           | 47     | -49    |
| Totale Valencia            | Totale Valencia            | Totale Valencia            | 67         | -67        |                 | 0               | 0               |               | 13            | -15           |             | 0           | 0           | 80     | -82    |
| 2019-2020                  | Barcellona                 | PD                         | 2          | -2         | CR              | 1               | -1              | UCL           | 1             | -1            | SS          | 1           | -3          | 5      | -7     |
| 2020-2021                  | Barcellona                 | PD                         | 7          | -6         | CR              | 2               | -1              | UCL           | 3             | -1            | SS          | 0           | 0           | 12     | -8     |
| 2021-2022                  | Barcellona                 | PD                         | 3          | -4         | CR              | 1               | -1              | UCL+UEL       | 0             | 0             | SS          | 0           | 0           | 4      | -5     |
| Totale Barcellona          | Totale Barcellona          | Totale Barcellona          | 12         | -12        |                 | 4               | -3              |               | 4             | -2            |             | 1           | -3          | 21     | -20    |
| 2022-2023                  | Bournemouth                | PL                         | 27         | -39        | FACup+CdL       | 0+1             | -0 + -2         | -             | -             | -             | -           | -           | -           | 28     | -41    |
| 2023-2024                  | Bournemouth                | PL                         | 32         | -55        | FACup+CdL       | 0               | 0               | -             | -             | -             | -           | -           | -           | 32     | -55    |
| lug.-ago. 2024             | Bournemouth                | PL                         | 2          | -2         | FACup+CdL       | 0+1             | 0 + -1          | -             | -             | -             | -           | -           | -           | 3      | -3     |
| Totale Bournemouth         | Totale Bournemouth         | Totale Bournemouth         | 61         | -96        |                 | 2               | -3              |               | -             | -             |             | -           | -           | 63     | -99    |
| ago. 2024-2025             | Arsenal                    | PL                         | 0          | 0          | FACup+CdL       | 0+1             | 0+0             | UCL           | 1             | -1            | -           | -           | -           | 2      | -1     |
| ago.-dic. 2025             | Botafogo                   | A/RJ+A                     | -          | -          | CB              | -               | -               | CL            | -             | -             | SdB+RS+Cmc  | -           | -           | -      | -      |
| Totale carriera            | Totale carriera            | Totale carriera            | 259        | -303       |                 | 36              | -36             |               | 35            | -32           |             | 1           | -3          | 331    | -374   |

### Cronologia presenze e reti in nazionale

#### Nazionale maggiore
| Cronologia completa delle presenze e delle reti in nazionale ― Brasile | Cronologia completa delle presenze e delle reti in nazionale ― Brasile | Cronologia completa delle presenze e delle reti in nazionale ― Brasile | Cronologia completa delle presenze e delle reti in nazionale ― Brasile | Cronologia completa delle presenze e delle reti in nazionale ― Brasile | Cronologia completa delle presenze e delle reti in nazionale ― Brasile | Cronologia completa delle presenze e delle reti in nazionale ― Brasile | Cronologia completa delle presenze e delle reti in nazionale ― Brasile |
| Data                                                                   | Città                                                                  | In casa                                                                | Risultato                                                              | Ospiti                                                                 | Competizione                                                           | Reti                                                                   | Note                                                                   |
| ---------------------------------------------------------------------- | ---------------------------------------------------------------------- | ---------------------------------------------------------------------- | ---------------------------------------------------------------------- | ---------------------------------------------------------------------- | ---------------------------------------------------------------------- | ---------------------------------------------------------------------- | ---------------------------------------------------------------------- |
| 12-9-2018                                                              | Landover                                                               | Brasile                                                                | 5 – 0                                                                  | El Salvador                                                            | Amichevole                                                             | -                                                                      |                                                                        |
| Totale                                                                 |                                                                        | Presenze                                                               | 1                                                                      |                                                                        | Reti                                                                   | 0                                                                      |                                                                        |

#### Nazionale olimpica
| Cronologia completa delle presenze e delle reti in nazionale ― Brasile olimpica | Cronologia completa delle presenze e delle reti in nazionale ― Brasile olimpica | Cronologia completa delle presenze e delle reti in nazionale ― Brasile olimpica | Cronologia completa delle presenze e delle reti in nazionale ― Brasile olimpica | Cronologia completa delle presenze e delle reti in nazionale ― Brasile olimpica | Cronologia completa delle presenze e delle reti in nazionale ― Brasile olimpica | Cronologia completa delle presenze e delle reti in nazionale ― Brasile olimpica | Cronologia completa delle presenze e delle reti in nazionale ― Brasile olimpica |
| Data                                                                            | Città                                                                           | In casa                                                                         | Risultato                                                                       | Ospiti                                                                          | Competizione                                                                    | Reti                                                                            | Note                                                                            |
| ------------------------------------------------------------------------------- | ------------------------------------------------------------------------------- | ------------------------------------------------------------------------------- | ------------------------------------------------------------------------------- | ------------------------------------------------------------------------------- | ------------------------------------------------------------------------------- | ------------------------------------------------------------------------------- | ------------------------------------------------------------------------------- |
| 26-7-2012                                                                       | Cardiff                                                                         | Brasile olimpica                                                                | 3 – 2                                                                           | Egitto olimpica                                                                 | Olimpiadi 2012 - 1º turno                                                       | -2                                                                              |                                                                                 |
| 29-7-2012                                                                       | Manchester                                                                      | Brasile olimpica                                                                | 3 – 1                                                                           | Bielorussia olimpica                                                            | Olimpiadi 2012 - 1º turno                                                       | -1                                                                              |                                                                                 |
| Totale                                                                          |                                                                                 | Presenze                                                                        | 2                                                                               |                                                                                 | Reti                                                                            | -3                                                                              |                                                                                 |

## Palmarès

### Club

#### Competizioni nazionali
- Campionato italiano: 2

Juventus: 2015-2016, 2016-2017
- Coppa Italia: 2

Juventus: 2015-2016, 2016-2017
- Supercoppa italiana: 1

Juventus: 2015
- Coppa di Spagna: 2

Valencia: 2018-2019
Barcellona: 2020-2021

### Nazionale
- Argento olimpico: 1

Londra 2012